# Jonathan Archer
Jonathan Beckett Archer is een personage uit de sciencefictionfranchise Star Trek. Het personage is de protagonist van de tv-serie Star Trek: Enterprise (ST:ENT) en werd gespeeld door Scott Bakula. Archer was de kapitein van het eerste sterrenschip met de naam Enterprise in een tijd waarin er nog geen Starfleet of Verenigde Federatie van Planeten was. Archer stond aan de basis van de oprichting van deze organisaties.

## Naam
Zijn voornaam is aan enkele veranderingen onderhevig geweest. Die zou in eerste instantie Jackson zijn, tot bleek dat er een man was met de naam Jackson Archer. De tweede keuze, Jeffrey, bleek niet beter, aangezien de Britse politicus Jeffrey Archer op dat moment net was veroordeeld wegens meineed en belemmering van de rechtsgang. Archers tweede voornaam Beckett is een verwijzing naar een rol van acteur Scott Bakula in de tv-serie Quantum Leap, waarin hij Dr. Samuel Beckett speelde.

## Biografie
Jonathan Archer werd op 4 augustus 2112 in New York geboren. Zijn vader was Henry Archer, de ingenieur die met Zefram Cochrane de eerste warp 5-motor ontwierp. Hij groeide op in San Francisco. Van jongs af aan wilde Archer al kapitein worden op een ruimteschip. Net als zijn vader wilde hij op ontdekkingsreis. Hij was een liefhebber van waterpolo.
Als testpiloot overtrad Archer de regels door met de NX-Beta te vliegen terwijl het NX-warp-testprogramma na een eerdere crash op last van de Vulcans was stopgezet. Archer werd op non-actief gesteld. Enkele maanden later werd het testprogramma hervat, waarna de bouw van de USS Enterprise NX-01 aanving.
Archer verkreeg als kapitein met steun van admiraal Maxwell Forrest het bevel over de Enterprise. In 2151 kreeg hij toestemming om de baan om de Aarde te verlaten. Gedurende de missies, die bestonden uit het testen van nieuwe technologieën en het uitvoeren van verkenningen, diplomatieke missies en militaire interventies, ontwikkelde Archer zich van een onzekere officier tot een tactisch vaardig leider. Gedurende de serie heeft de kapitein zijn hond Porthos bij hem in de Enterprise. Porthos is een beagle.
Van 2184 tot 2192 was Archer president van de Verenigde Federatie van Planeten.

## Star Trek-brede context
Archer speelde, als kapitein van de eerste USS Enterprise, als personage een belangrijke rol in het Star Trek-universum. Hij stond aan de basis van de Verenigde Federatie van Planeten en Starfleet, die hij mee hielp oprichten.
Kapitein James T. Kirk, van de oorspronkelijke serie, noemde hem zijn held. Schrijver en producent Mike Sussman onthulde een fictieve biografie met informatie die niet in de tv-serie aan bod kwam, waaruit bleek dat Archer aanwezig was bij de scheepsdoop van de USS Enterprise NCC-1701, het schip dat onder bevel stond van Kirk en waar zich een groot deel van de oorspronkelijke serie afspeelde.
Verder werd er naar hem verwezen in de reboot van J.J. Abrams uit 2009 toen Montgomery Scott (Simon Pegg) vertelde over het teleporteren van Archers hond: "I told [my instructor on relativistic physics] that I could not only beam a grapefruit from one planet to the adjacent planet in the same system - which is easy, by the way - I could do it with a life form. So, I tested it out on Admiral Archer's prized beagle." Aangezien Archer in ST:ENT een beagle had, Porthos, houden fans de mogelijkheid open dat het Porthos is die door Scott geteleporteerd werd - en vervolgens verdween.

## Karakter
Archer is omschreven als een eerlijke, bescheiden en vrijgevige man die krachtig kan optreden wanneer de situatie daar om vraagt. Hij is afkomstig uit een familie van ontdekkingsreizigers.
Archer is een idealist en is bereid om risico's te nemen, zelfs als hij daarmee in gaat tegen door Starfleet gehanteerde protocollen. Een voorbeeld hiervan wordt gegeven in de aflevering 'Detained' (seizoen 1, aflevering 21). Archer en Vaandrig (Ensign) Travis Mayweather ontwaken in een interneringskamp van de Suliban met wie Starfleet een moeizame relatie heeft. Ze ontdekken dat niet alle Suliban in het kamp tot de terroristische organisatie Cabal behoren en dat zijzelf geïnterneerd zijn. Archer trekt een parallel met de behandeling van Japanse Amerikanen die tijdens de Tweede Wereldoorlog in interneringskampen werden geplaatst. Ze besluiten om de Suliban te bevrijden, ondanks het risico dat ze daardoor niet gered zullen worden door de Enterprise.
De Vulcans kunnen rekenen op scepticisme van Archer. Hij vindt dat de mensheid door hun tegengehouden is in het ondernemen van ontdekkingsreizen door de ruimte. Hij bouwt wel een constructieve relatie op met T'Pol, aangesteld als wetenschapsofficier op de USS Enterprise NX-01. Zijn houding tegenover Vulcans, maar ook zijn vermeende gebrek aan acceptatie van vrouwen in leidinggevende posities, leidden ertoe dat David Greven de ST:ENT-interpretatie van het Star Trek-universum in zijn boek Gender and Sexuality in Star Trek een intolerant sociaal systeem noemde.

## Ontvangst
Archer werd door verschillende media op basis van uiteenlopende criteria opgenomen in lijsten van beste kapiteins in de Star Trek-franchise.
| Medium              | Plaats |
| ------------------- | ------ |
| CBR                 | #5     |
| Screen Rant         | #4     |
| Space.com           | #6     |
| Vulture             | #8     |
| The Washington Post | #7     |

Daarnaast zette The Wrap Archer op de 29e plaats in hun lijst van beste hoofdpersonages van de Star Trek-televisieseries. Wired plaatste hem op #9 in hun lijst van de 100 belangrijkste bemanningsleden.